# 세인트키츠 네비스의 국기

세인트키츠 네비스의 국기 비율 2:3

세인트키츠 네비스 해군기

세인트키츠 네비스의 국기는 1983년 9월 19일에 제정되었다. 노란색 테두리를 두른 검은색 대각선이 깃대 오른쪽 상단에서부터 왼쪽 하단까지 그려져 있으며, 검은색 대각선 안에는 두 개의 하얀색 별이 그려져 있다. 대각선 위쪽에는 초록색 바탕이, 대각선 아래쪽에는 빨간색 바탕이 그려져 있다.
초록색은 풍요로운 섬을, 빨간색은 식민지 시절 노예들이 일으켰던 독립 투쟁을, 노란색은 햇빛을, 검은색은 아프리카의 전통을, 두 개의 하얀색 별은 자유와 희망을 의미한다.

## 색상
| 색상 | 초록               | 노랑                 | 검정            | 하양                  | 빨강                |
| ---- | ------------------ | -------------------- | --------------- | --------------------- | ------------------- |
| RGB  | 0–158–73 (#009E49) | 252–209–22 (#FCD116) | 0–0–0 (#000000) | 255–255–255 (#FFFFFF) | 206–17–38 (#CE1126) |

## 과거의 기

세인트키츠-네비스-앵귈라의 기 (1958 ~ 1967년)
세인트키츠-네비스-앵귈라의 기 (1967년)
세인트키츠-네비스-앵귈라의 기 (1967 ~ 1983년)